# اوجیولتا
اوجیولتا (انگلیسی: Ojivolta) یک گروه دونفرهٔ تهیه‌کننده موسیقی و ترانه‌پرداز آمریکایی شامل مارک ویلیامز و رائول کوبینا است. این گروه در تولید و ترانه‌سرایی آثار با هنرمندانی همچون کانیه وست، د ویکند، پلی‌بوی کارتی، اکس‌اکس‌اکس تنتاسیون، لیل ناز اکس، جاستین بیبر، جان بلیون، هالزی و هنرمندان دیگر همکاری داشته‌اند.